# Zatrachys
Zatrachys is een geslacht van uitgestorven temnospondyle Batrachomorpha (basale 'amfibieën') uit het Vroeg-Perm van Noord-Amerika.

## Onderzoeksgeschiedenis
Zatrachys werd in 1878 benoemd door de Amerikaanse paleontoloog Edward Drinker Cope met als typesoort Zatrachys serratus, op basis van een gedeeltelijke schedel uit het Vroeg-Perm van Texas. Dit holotype is later verloren gegaan. Als neotype is specimen AMNH 4587 aangewezen, een schedel. Zatrachys betekent 'zeer ruw' en serratus betekent 'gekarteld'. De naam verwees vermoedelijk naar de textuur van het schedeldak en de puntige hoorns aan de achterkant daarvan. Cope gaf zelden een etymologie; de geleerden die zijn lezerspubliek vormden, werden geacht voldoende klassiek geschoold te zijn om de verwijzingen te begrijpen.
Er is aanvullend materiaal toegewezen uit het Vroeg-Perm van New Mexico en Oklahoma. Urban et alii (2007) rapporteerden materiaal toegeschreven aan Zatrachys serratus uit het Laat-Carboon en het Vroeg-Perm van West Virginia. Dit is de enige vermelding van Zatrachys uit het Carboon.
In 1881 benoemde Cope een Zatrachys apicalis, 'met de spitsen'. Deze wordt als een nomen dubium beschouwd of ondergebracht in Alegeinosaurus. In 1895 benoemde Cope een Zatrachys conchigerus, de 'schelpdrager'. Het holotype is kwijt en de soort wordt als een nomen dubium beschouwd. In 1896 benoemde Cope een Zatrachys microphthalmus, 'de grootoog', gebaseerd op schedel AMNH 4873. Deze soort is nu geplaatst in Dasyceps. In 1903 benoemde Case een Zatrachys crucifer, de 'kruisdrager'.

## Anatomie
Zatrachys werd zo'n twintig tot dertig centimeter lang.

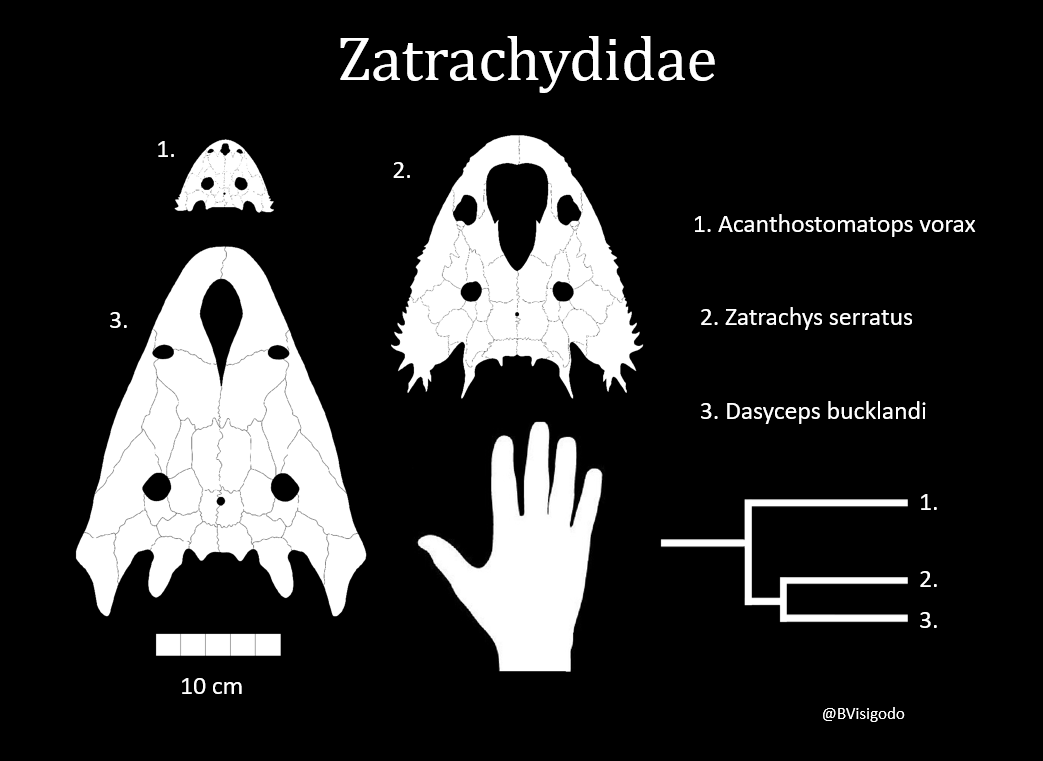
De schedel, onder 2., vergeleken met verwanten

Zoals alle zatracheididen is Zatrachys gemakkelijk te herkennen aan de aanwezigheid van een grote opening in de snuit, de interne fontanel of fenestra. De functie hiervan is omstreden. De holte zou een grote klier gehuisd kunnen hebben die giftig slijm afscheidde, maar het is ook verondersteld dat een grote blaas opgezet kon worden om vijanden af te schrikken. Bij de drie geslachten van zatracheididen is de holte van Zatrachys de grootste, die zich zo ver naar achteren uitstrekt dat de neusbeenderen volledig worden gespleten en de voorhoofdsbeenderen gedeeltelijk worden gescheiden, een uniek kenmerk (autapomorfie). Andere kenmerken die dit geslacht onderscheiden zijn de aanwezigheid van prominente stekelige uitsteeksels van de achterste schedel (maxilla en quadratojugale), knobbels en richels op de onderkaak, een supratemporale dat grenst aan de otische inkeping, lange en slanke tabulaire hoorns en korte postpariëtale hoorns, contact tussen het verhemeltebeen en het ploegschaarbeen om de choana in het verhemelte volledig te omsluiten, en een U-vormig schedelprofiel dat het midden houdt tussen dat van Acanthostomatops (breed en parabolisch) en Dasyceps (langwerpig).

## Fylogenie
Zatrachys is in de Zatracheidae geplaatst.
Hoewel er talloze meldingen zijn van postcraniaal materiaal dat wordt toegeschreven aan Zatrachys, werd dit allemaal verwezen naar soorten die nu zijn toegewezen aan andere temnospondyle taxa (bijvoorbeeld Zatrachys crucifer) of materiaal van andere taxa dat ten onrechte werd toegeschreven aan schedelmateriaal van Zatrachys serratus vanwege de nabijheid tijdens conservering (bijvoorbeeld Platyhystrix). Dit leidde vaak tot veronderstelde nauwe verwantschappen met in het bijzonder Platyhystrix.